# Johan I av Hainaut
Johan I av Hainaut, född 1218, död 1257, var regerande greve av Hainaut från 1246 till 1257.